# エレナ・ポニアトウスカ
エレナ・ポニアトウスカ・アモール（Elena Poniatowska、1932年5月19日 - ）は、フランス・パリ出身、メキシコで活動する著作家・活動家・ジャーナリスト。2013年にはセルバンテス賞を受賞した。

## 生い立ち
1932年5月19日、エレナ・ポニアトウスカ・アモールはフランスのパリに生まれた。出生時の名前は、エレネ・エリザベス・ルイーズ・アメリ・パウラ・ドローレス・ポニアトウスカ。
父親のジャンE. ポニアトウスカはポーランド系フランス人で、最後のポーランド王スタニスワフ・ポニャトフスキの家系にあたる。
母親のマリア・デ・ロス・ドローレス・アモール・エスカンドンはメキシコ革命後のメキシコで、亡命したポルフィリオ家の家系に生まれる。
メキシコ人の詩人であるピタ・アモール (1918-2000) は姪にあたるなど、親族には大司教や、音楽家、作家など著名人が多い。

### 幼少時代と教育
第二次世界大戦勃発を機に、1942年当時10歳だったエレナは、母親と妹のソフィアとともにフランスからメキシコに移住、メキシコ連邦区に居住する。
乳母からスペイン語を習うと同時に、ウィンザースクールで初中等教育を受け、その後1年間メキシコ・リセで学んだ。大学講師からフランス語の個人レッスンを受けフランス語能力の維持にも励んだ。
1947年、アメリカ北部フィラデルフィアにあるカトリック系の高校へ進学し、その後ニューヨークにあるマンハッタンビル・カレッジに進学した。

### 執筆活動
メキシコに帰国後は、タイピングと速記技術を学んだ後、外国人付秘書（バイリンガル・セクレタリー）として働き始め、その後ジャーナリストとしての活動を始めた。
1953年には日刊紙のエクセルシオール紙でジャーナリストのキャリアをスタートし、歌手のアマリア・ロドリゲスや、画家のマリア・イスキエルド、作家のフアン・ルルフォ、女優のドローレス・デル・リオ等にインタビューしている。当時の関心事項は、社会問題やメキシコ人女性の役割などであった。
1955年にはノベダーデス紙に執筆するようになり、その後長く執筆を続けることとなる。また、ラ・ホルナダ紙にも執筆している。彼女が行ったメキシコ人作家や外国人作家へのインタビューは好評を博し、後年『Palabras cruzadas』（交差する言葉、1961年) や『Todo México』（メキシコのすべて、1990年）といった本に纏められている。
1957年にはメキシコ作家連盟の若手育成奨学金を受け、1959年はメキシコ人宇宙物理学者のギイェルモ・アロにインタビューし、その後1968年に二人は結婚することとなる。
『Lius Kikus』（1954年）は最初に出版された短編小説であり、続いて『Todo empezó el domingo』（1963年）を出版する。
彼女の作家としての経歴を語る上で重要なのは、1962年に、人類学者オスカー・ルイスのアシスタントとして活動を始めたことである。
その集大成ともいえる作品が、メキシコシティの洗濯人である女性、ホセファ・ボルケスのインタビュー証言をまとめた『Hasta no verte Jesús mío』（1969年）である。

## 国際的な評価
『Hasta no verte Jesús mío』や『トラテロルコの夜』（La noche de Tlatelolco）といった証言作品で国際的な評価を得るようになる。『トラテロルコの夜』は、1968年10月2日にメキシコシティのトラテロルコ広場で、学生集会に陸軍が無差別発砲し、150人以上が殺された事件を、運動参加者の証言で構成したものである。
また、1985年9月19日に発生したメキシコ・シティ大地震の記録をまとめた『Nada, nadie, las voces del temblor』（1988年）も刊行されている。
執筆活動のほかにも、アメリカ合衆国やヨーロッパの大学を訪問し、数々の出版に協力したり、多くの作品の序文を執筆したり、書籍紹介や短編映画を作製するなど、その活動は多岐にわたっている。また、フェミニズム雑誌『Fem』の編集委員会に名を連ねるほか、出版社Siglo XXIを共同で創設している。
貴族階級の出身だが、ポニアトウスカは政治的には左派で、人権擁護派であり、メキシコの知識階級にも大きな影響を与えている。アルファグアラ出版社は、「彼女はジャーナリストであり社会参加の作家である」、「そしてしばしば正義のために筆をとる」と評している。
2007年には、メキシコシティによりエレナ・ポニアトウスカ・イベロアメリカ文学賞が設立された。最初の受賞者は『Expediente del atentado』を執筆したアルバロ・ウリベである。
2011年には、エレナ・ポニアトウスカ財団が創設され、ポニアトウスカとその家族の歴史文書を整理・普及、保存する活動が行われている。また、彼女が自身の作品にも描いてきた社会活動団体を支援する活動や、メキシコ文化についての世論を喚起する取り組みも行われている。
2013年にはセルバンテス賞を受賞。ポニアトウスカはメキシコ人女性として初めて同賞を受賞し、また38年ぶり4人目の女性受賞者となった。

## 主な受賞歴
- 2001年 - アルファグアラ賞（『La piel del cielo』）
- 2007年 - ロムロ・ガジェーゴ賞（『El tren pasa primero』）
- 2011年 - ビブリオテカ・ブレベ賞
- 2013年 - セルバンテス賞

## 主な作品
- Lilus Kikus (1954)
- Hasta no verte Jesús mío (1969)
  - 『乾杯、神さま』鋤柄史子訳、幻戯書房〈ルリユール叢書〉, 2023.7
- La noche de Tlatelolco. Testimonios de historia oral (1971) 
  - 『トラテロルコの夜 : メキシコの1968年』北條ゆかり訳、藤原書店, 2005.9[13]
- Querido Diego, te abraza Quiela (1978)
- La flor de lis (1988)
- La piel del cielo (2001) アルファグアラ賞受賞（2001年）
- El tren pasa primero (2006) ロムロ・ガジェーゴ賞受賞（2007）
- Amanecer en el Zócalo. Los 50 días que confrontaron a México (2007)
- Leonora. Barcelona: Seix Barral/México: Planeta Mexicana（2011）。友人レオノーラ・キャリントンを描く
  - 『レオノーラ』富田広樹訳、水声社 フィクションのエル・ドラード, 2020.12